# Patrick Burner
Patrick Burner (Fort-de-France, 11 aprile 1996) è un calciatore francese, difensore del North Carolina.

## Carriera

### Club
Cresciuto nel settore giovanile del Nizza, esordisce in prima squadra l'8 dicembre 2016, nel corso della partita di Europa League vinta per 2-1 contro il Krasnodar, giocando da titolare l'intera partita.
Il 25 settembre 2020 viene ceduto al Nîmes, con cui firma un quadriennale.

### Nazionale
Nel 2021 ha esordito nella nazionale di Martinica, con la quale in seguito ha anche partecipato alla CONCACAF Gold Cup 2023.

## Statistiche

### Presenze e reti nei club
Statistiche aggiornate all'11 gennaio 2021.
| Stagione        | Squadra         | Campionato      | Campionato | Campionato | Coppe nazionali | Coppe nazionali | Coppe nazionali | Coppe continentali | Coppe continentali | Coppe continentali | Altre coppe | Altre coppe | Altre coppe | Totale | Totale |
| Stagione        | Squadra         | Comp            | Pres       | Reti       | Comp            | Pres            | Reti            | Comp               | Pres               | Reti               | Comp        | Pres        | Reti        | Pres   | Reti   |
| --------------- | --------------- | --------------- | ---------- | ---------- | --------------- | --------------- | --------------- | ------------------ | ------------------ | ------------------ | ----------- | ----------- | ----------- | ------ | ------ |
| 2016-2017       | Nizza           | L1              | 4          | 0          | CF+CdL          | 1+1             | 0               | UEL                | 1                  | 0                  | -           | -           | -           | 7      | 0      |
| 2017-2018       | Nizza           | L1              | 13         | 0          | CF+CdL          | 1+2             | 0               | UCL+UEL            | 1+5                | 0                  | -           | -           | -           | 22     | 0      |
| 2018-2019       | Nizza           | L1              | 18         | 0          | CF+CdL          | 1+2             | 0               | -                  | -                  | -                  | -           | -           | -           | 21     | 0      |
| 2019-2020       | Nizza           | L1              | 20         | 1          | CF+CdL          | 1+1             | 0               | -                  | -                  | -                  | -           | -           | -           | 22     | 1      |
| ago.-set. 2020  | Nizza           | L1              | 1          | 0          | CF              | 0               | 0               | -                  | -                  | -                  | -           | -           | -           | 1      | 0      |
| Totale Nizza    | Totale Nizza    | Totale Nizza    | 56         | 1          |                 | 10              | 0               |                    | 7                  | 0                  |             | -           | -           | 73     | 1      |
| set. 2020-2021  | Nîmes           | L1              | 11         | 0          | CF              | 0               | 0               | -                  | -                  | -                  | -           | -           | -           | 11     | 0      |
| Totale carriera | Totale carriera | Totale carriera | 67         | 1          |                 | 10              | 0               |                    | 7                  | 0                  |             | -           | -           | 84     | 1      |

### Cronologia presenze e reti in nazionale
| Cronologia completa delle presenze e delle reti in nazionale ― Martinica | Cronologia completa delle presenze e delle reti in nazionale ― Martinica | Cronologia completa delle presenze e delle reti in nazionale ― Martinica | Cronologia completa delle presenze e delle reti in nazionale ― Martinica | Cronologia completa delle presenze e delle reti in nazionale ― Martinica | Cronologia completa delle presenze e delle reti in nazionale ― Martinica | Cronologia completa delle presenze e delle reti in nazionale ― Martinica | Cronologia completa delle presenze e delle reti in nazionale ― Martinica |
| Data                                                                     | Città                                                                    | In casa                                                                  | Risultato                                                                | Ospiti                                                                   | Competizione                                                             | Reti                                                                     | Note                                                                     |
| ------------------------------------------------------------------------ | ------------------------------------------------------------------------ | ------------------------------------------------------------------------ | ------------------------------------------------------------------------ | ------------------------------------------------------------------------ | ------------------------------------------------------------------------ | ------------------------------------------------------------------------ | ------------------------------------------------------------------------ |
| 11-7-2021                                                                | Kansas City                                                              | Canada                                                                   | 4 – 1                                                                    | Martinica                                                                | Gold Cup 2021 - 1º turno                                                 | -                                                                        | 7’                                                                       |
| 15-7-2021                                                                | Kansas City                                                              | Martinica                                                                | 1 – 6                                                                    | Stati Uniti                                                              | Gold Cup 2021 - 1º turno                                                 | -                                                                        |                                                                          |
| 18-7-2021                                                                | Frisco                                                                   | Martinica                                                                | 1 – 2                                                                    | Haiti                                                                    | Gold Cup 2021 - 1º turno                                                 | -                                                                        | 45’ 78’                                                                  |
| 26-3-2022                                                                | Fleury-Mérogis                                                           | Guadalupa                                                                | 3 – 4                                                                    | Martinica                                                                | Amichevole                                                               | -                                                                        | 56’                                                                      |
| 25-3-2023                                                                | Fort-de-France                                                           | Martinica                                                                | 1 – 2                                                                    | Costa Rica                                                               | CONCACAF Nations League 2022-2023 - 1º turno                             | -                                                                        |                                                                          |
| 10-6-2023                                                                | Palm Beach Gardens                                                       | Martinica                                                                | 2 – 0                                                                    | Guyana                                                                   | Amichevole                                                               | -                                                                        |                                                                          |
| 16-6-2023                                                                | Fort Lauderdale                                                          | Martinica                                                                | 3 – 1                                                                    | Saint Lucia                                                              | Qual. Gold Cup 2023                                                      | 1                                                                        |                                                                          |
| 20-6-2023                                                                | Fort Lauderdale                                                          | Martinica                                                                | 2 – 0                                                                    | Porto Rico                                                               | Qual. Gold Cup 2023                                                      | -                                                                        | 7’ 82’                                                                   |
| 26-6-2023                                                                | Fort Lauderdale                                                          | El Salvador                                                              | 1 – 2                                                                    | Martinica                                                                | Gold Cup 2023 - 1º turno                                                 | 1                                                                        | 74’                                                                      |
| 30-6-2023                                                                | Harrison                                                                 | Martinica                                                                | 1 – 2                                                                    | Panama                                                                   | Gold Cup 2023 - 1º turno                                                 | -                                                                        | 64’                                                                      |
| 4-7-2023                                                                 | Harrison                                                                 | Costa Rica                                                               | 6 – 4                                                                    | Martinica                                                                | Gold Cup 2023 - 1º turno                                                 | 2                                                                        |                                                                          |
| 5-9-2024                                                                 | Città del Guatemala                                                      | Guatemala                                                                | 3 – 1                                                                    | Martinica                                                                | CONCACAF Nations League 2024-2025 - 1º turno                             | -                                                                        | 62’                                                                      |
| 9-9-2024                                                                 | Fort-de-France                                                           | Martinica                                                                | 2 – 2                                                                    | Guyana                                                                   | CONCACAF Nations League 2024-2025 - 1º turno                             | -                                                                        | 46’                                                                      |
| 11-10-2024                                                               | Le Gosier                                                                | Guadalupa                                                                | 0 – 1                                                                    | Martinica                                                                | CONCACAF Nations League 2024-2025 - 1º turno                             | -                                                                        | 83’                                                                      |
| 15-10-2024                                                               | Le Gosier                                                                | Martinica                                                                | 0 – 0                                                                    | Guadalupa                                                                | CONCACAF Nations League 2024-2025 - 1º turno                             | -                                                                        | 90+1’                                                                    |
| 21-3-2025                                                                | Paramaribo                                                               | Suriname                                                                 | 1 – 0                                                                    | Martinica                                                                | Qual. Gold Cup 2025                                                      | -                                                                        | 65’                                                                      |
| Totale                                                                   |                                                                          | Presenze                                                                 | 16                                                                       |                                                                          | Reti                                                                     | 4                                                                        |                                                                          |